# ターネラ亜科
ターネラ亜科（またはトゥルネラ亜科、Turneroideae）はトケイソウ科の亜科の一つ。ターネラ・ウルミフォリアなどを含む。中米、南米、熱帯アフリカに12属約220種が分布するが、半分以上の種はターネラ属に属する。

## 特徴
多くの種は草本あるいは低木。葉は単葉で互生し、多くは鋸葉がある。花は葉腋に単生し、放射相称花。花弁や雄蕊は子房を取り囲むように基部で合着する。萼片、花弁、雄蕊の数は普通5である。花柱は3。果実は3裂する蒴果。種子の仮種皮をアリが好むアリ散布型種子と考えられる。

## 分類
12属に227種が属する。
- Adenoa Arbo - 1種、キューバ
- Piriqueta Aubl. - 45種、南米（一部南アフリカ）
- Turnera L. ターネラ属 - ターネラ・ウルミフォリア等140種、南米（一部アフリカ）
- Erblichia Seem. - 1種、中米
- Mathurina Balf.f. - 1種、ロドリゲス島
- Arboa - 4種、マダガスカル
- 以下の属は主に熱帯アフリカに分布する。
  - Afroqueta
  - Stapfiella Gilg - 6種
  - Hyalocalyx Rolfe - 1種
  - Loewia Urb. - 1種
  - Streptopetalum Hochst. - 6種
  - Tricliceras Thonn. ex DC. - 16種